# 凯夫勒维尔-拉波特里
凯夫勒维尔-拉波特里（法語：Quévreville-la-Poterie，法語發音：[kevʁəvil la pɔtʁi]）是法国滨海塞纳省的一个市镇，属于鲁昂区。

## 地理
凯夫勒维尔-拉波特里（49°21'16"N, 1°11'24"E）面积4.68 平方千米，位于法国诺曼底大区滨海塞纳省，该省份为法国北部沿海省份，其西部及北部濒大西洋英吉利海峡，东起顺时针与索姆省、瓦兹省、厄尔省和卡爾瓦多斯省接壤。
与凯夫勒维尔-拉波特里接壤的市镇（或旧市镇、城区）包括：阿利宰、勒马努瓦尔、皮特尔、博斯、圣欧班-塞洛维尔、伊马尔。
凯夫勒维尔-拉波特里的时区为UTC+01:00、UTC+02:00（夏令时）。

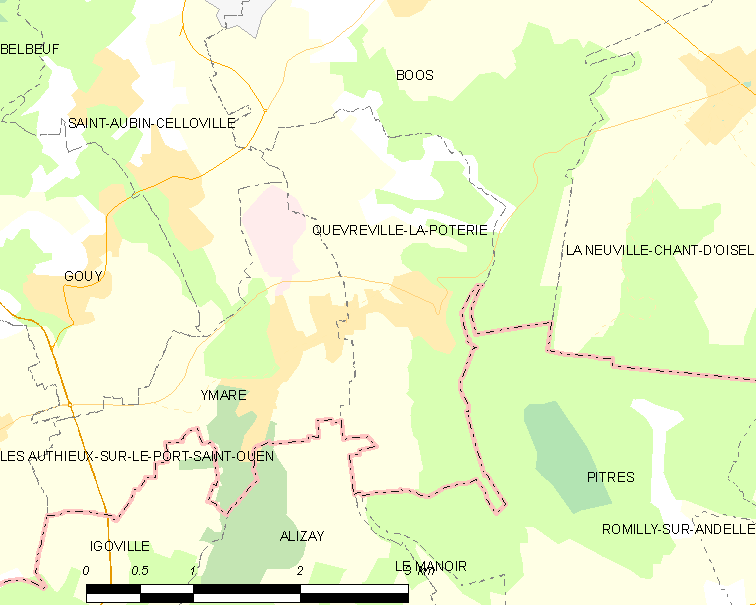
凯夫勒维尔-拉波特里的OSM定位图

## 行政
凯夫勒维尔-拉波特里的邮政编码为76520，INSEE市镇编码为76514。

## 政治
凯夫勒维尔-拉波特里所属的省级选区为达尔内塔勒县。

## 人口

1962-2008年间凯夫勒维尔-拉波特里人口变化图示

凯夫勒维尔-拉波特里于2022年1月1日时的人口数量为1036人。